# Mountainbike-Marathon-Weltmeisterschaften 2019
Die UCI-Mountainbike-Marathon-Weltmeisterschaften 2019 fanden am 21. September 2019 in Grächen in der Schweiz statt. Nach Lugano im Jahr 2003 war die Schweiz das zweite Mal Ausrichter der Mountainbike-Marathon-Weltmeisterschaften.
Das Rennen der Männer ging über 95 km, das der Frauen über 70 km. Neue Weltmeister wurden Héctor Leonardo Páez und Pauline Ferrand-Prévot, die im selben Jahr auch Weltmeisterin im olympischen Cross-Country wurde.

## Männer
| Platz | Land | Athlet               | Zeit      |
| ----- | ---- | -------------------- | --------- |
| 1     | COL  | Héctor Leonardo Páez | 4:17:58 h |
| 2     | CZE  | Kristián Hynek       | 4:18:24 h |
| 3     | ITA  | Samuele Porro        | 4:19:11 h |
| 8     | SUI  | Lukas Flückinger     | 4:23:09 h |
| 9     | GER  | Andreas Seewald      | 4:23:48 h |
| 18    | AUT  | Alban Lakata         | 4:28:53 h |

Datum: 21. September 2019

Der amtierende Titelträger Henrique Avancini aus Brasilien trat nicht.

Insgesamt waren 181 Teilnehmer gemeldet, 157 erreichten das Ziel.

## Frauen
| Platz | Land | Athlet                 | Zeit      |
| ----- | ---- | ---------------------- | --------- |
| 1     | FRA  | Pauline Ferrand-Prévot | 3:57:09 h |
| 2     | SLO  | Baza Pintaric          | 3:59:02 h |
| 3     | RSA  | Robyn de Groot         | 3:59:49 h |
| 4     | GER  | Adelheid Morath        | 3:59:50 h |
| 8     | SUI  | Ilona Chavaillaz       | 4:08:49 h |
| 12    | AUT  | Sabine Sommer          | 4:10:01 h |

Datum: 21. September 2019

Die amtierende Titelträgerin Annika Langvad aus Dänemark trat nicht an.

Insgesamt waren 73 Teilnehmerinnen gemeldet, 70 erreichten das Ziel.